# ゴウソ
ゴウソ (Carex maximowiczii var. maximowiczii) は、単子葉植物カヤツリグサ科スゲ属に属し、湿地にはえる中型の多年草である。大きく膨らんだ特異な形の小穂をつけるため、見分けやすく、比較的親しまれている。

## 特徴
地下茎は短く横に這い、まとまった株立ちになる。基部には葉のない鞘が多数集まる。葉は根出状に多数出て、細長い。
花茎は立ち上がり、先端はやや傾く。小穂は先端近くに生じて、互いにやや離れる。小穂の下からは苞が出る。苞には鞘がなく、葉状の部分は長く伸びる。先端に出る小穂（頂小穂）は雄性で、細長い棒状で褐色、細い柄があってやや垂れる。それ以下の小穂はすべて雌性で、長い柄があって垂れる。雌小穂は始めはやや太い棒状であるが、果実が熟するにつれて果胞が大きく膨らむので、やがて長さ3cm、幅が1.5cmにも達し、まるで提灯のような外観になる。
果胞は一つを取り出して見ると幅の方が広いくらいの倒卵形で、やや偏平だが膨らんでいる。その表面には細かい乳状突起が密生しているので、ちょっとビロード状のような特殊な感じに見える。ただし、それがなくて果胞の表面が滑らかなホシナシゴウソ (var. levisaccus Ohwi) という変種がある。ゴウソに混じって発見されるが少ない。果実は偏平で、果胞よりずっと小さいので、果胞の中はほとんど空洞に近い。

## 生育環境など
水田やその周辺の水路回りなどによく出現するので、古くからなじまれていたようである。ただし、圃場整備などによって水路が改修されるなどによって見なくなった場所が多い。しかし、水田にのみ見られるわけではなく、ため池周辺など、さまざまな生育環境にみられるので、絶滅危惧種などになってはいない。
北海道から琉球列島にまで分布し、国外では南千島から朝鮮、中国に分布する。
奇妙な名前であるが、その由来はよく分かっていない。別名をタイツリスゲというのは、丸々と膨らんだ小穂をぶら下がるように着けるようすからの命名と思われる。

## 近縁種
湿地にはえるスゲ類で、苞に鞘がなく、小穂がたれるのは、ほぼこの仲間である。
普通種がいくつかあり、比較的なじまれている。分類的にはアゼスゲやテキリスゲと共にアゼスゲ節 (Sect. Acutae) にまとめる。次の種は水田周辺にも姿を現す普通種である。
- アゼナルコ（アゼナルコスゲ C. dimorpholepis Steud.）は、ゴウソにやや似ているが、雌小穂は細長くて、ゴウソのように太短く膨らまない。また、頂小穂が特徴的で、多くの場合に雌雄性、つまり小穂の先端の方に雌花があって、根元の方に雄花がある構成である。これだけでもちょっと珍しいのだが、そのつながり方が変で、雄花の部分は幅がとても狭いのに、途中から雌花になると急に幅が広くなり、まるで木に竹を接いだような具合になっている。よく似たツクシナルコ (C. subcernua Ohwi) は本州（紀伊半島）から九州に分布し、果胞に脈があることで区別される。

- ヒメゴウソ (アオゴウソ C. phacota Spreng.) は、名前ほどにはゴウソに似ているわけではなく、雌小穂はやや短い円柱形で、粉を吹いたような緑色をしている。植物そのものは、むしろゴウソより大柄で、大きな株を作る。